# Oludare Olufunwa
Oludare Samuel Araba Olufunwa (* 29. Juli 2001) ist ein englischer Fußballspieler, der beim IF Gnistan in der Veikkausliiga unter Vertrag steht.

## Karriere
Olufunwa wurde als Sohn eines nigerianischen Vaters und einer englischen Mutter geboren. Als Neunjähriger kam er in die Jugendakademie des FC Southampton. In Southampton, an der Südküste Englands spielte er in allen Altersgruppen und trainierte später oft mit der ersten Mannschaft von Ralph Hasenhüttl, und nahm auch während der Saisonvorbereitung im Jahr 2021 am Training im Profikader teil. Ab 2019 spielte er bereits für die U23 in der Premier League 2, für die er bis zum Jahr 2022 in vier Spielzeiten auf 29 Spiele und zwei Tore kam.
Im August 2022 unterschrieb er einen Vertrag in Liverpool. Nach nur vier Einsätzen für die U23-Mannschaft der „Reds“ wechselte Olufunwa ein Jahr später mit einem Zweijahresvertrag zum schottischen Erstligisten FC St. Johnstone. Er gab sein Profidebüt für die „Saints“ am 5. August 2023 bei einer 0:2-Heimniederlage gegen Heart of Midlothian im McDiarmid Park.